# Roumania
Die Roumania war ein Passagierschiff der britischen Reederei Anchor Line, das von 1881 bis 1892 Passagiere, Post und Fracht von Großbritannien nach Britisch-Indien beförderte. Am 27. Oktober 1892 prallte die Romania vor Peniche an der Küste Portugals in einem Sturm auf das felsige Ufer und zerbrach. Von den 122 Menschen an Bord kamen 113 ums Leben.

## Das Schiff
Das 3.387 BRT große Dampfschiff Roumania wurde 1880 im Glasgower Stadtteil Partick im Meadowside-Dock auf der Werft D. & W. Henderson & Company gebaut und lief am 22. Dezember 1881 auf dem Fluss Clyde vom Stapel. Taufpatin war eine Mrs. W. F. G. Anderson. Das Schiff wurde für die 1856 gegründete traditionsreiche Schifffahrtsgesellschaft Anchor Line mit Sitz in Glasgow gebaut. In Glasgow war der Dampfer auch registriert.
Die Roumania war 110,9 Meter lang, 11,6 Meter breit und hatte einen maximalen Tiefgang von 8,7 Metern. Der Schiffsrumpf war aus Eisen gebaut. Die 490 PS starken Maschinen von D. & W. Henderson ermöglichten eine Geschwindigkeit von bis zu 14 Knoten. Die Roumania war ein kombiniertes Passagier- und Frachtschiff. Ihr Funksignal war VGSM.
Sie war eines von drei Schiffen, die 1881 auf der Werft D. & W. Henderson gebaut wurden. Die anderen beiden waren der Frachter Galatia (3.095 BRT) für die Barrow Steamship Company und der Passagierdampfer Armenia (3.396 BRT), der ebenfalls für die Anchor Line gebaut wurde und 1901 ohne Verlust von Menschenleben in der Bay of Fundy unterging. Die Roumania war eines der britischen Dampfschiffe, die regelmäßig von Großbritannien zu verschiedenen Häfen in Britisch-Indien, hauptsächlich Bombay und Kalkutta, fuhren.

## Untergang
Am Donnerstag, dem 27. Oktober 1892 befand sich die Roumania auf einer weiteren Überfahrt von Liverpool nach Bombay. Das Kommando hatte der 32-jährige Kapitän George Frederick Dashwood Hamilton von der British Indian Army. Er war ein Offizier des Indian Staff Corps.
Die meisten der 67 Besatzungsmitglieder waren Schotten, es befanden sich aber auch 16 Inder darunter, wie es auf Schiffen dieser Route üblich war. Unter den 55 Passagieren waren einige ranghohe Angehörige der British Army, aber auch britische Frauen, die mit ihren Kindern und Kindermädchen auf dem Weg zu ihren Ehemännern nach Indien waren; mehrere britische Geistliche, Ärzte und Missionare; die Tochter des Vikars von Liverpool, Mabel Burbidge; Ella Dyson Johnson und Phyllis Ida Johnson, Ehefrau und Tochter von Brigadegeneral Sir Henry Allen William Johnson, 4. Baron Johnson; sowie die Ehefrau des Kapitäns, Frances Bellingham-Smith Hamilton, mit der er erst seit drei Monaten verheiratet war. Insgesamt waren 122 Menschen an Bord, darunter acht Kinder.
Gegen 23.00 Uhr am Donnerstagabend dampfte die Roumania in Dunkelheit, dichtem Nebel und stürmischem Wetter an der portugiesischen Küste entlang. In dem Sturm hatte man an Bord des Dampfers die Orientierung verloren und war der Küste zu nah gekommen. Vor dem kleinen Fischerdorf Gronho, zwischen Peniche und Foz do Arelho, prallte sie mehrere Male auf die Felsen am Ufer, bis sie fest saß. Die Grundberührungen waren nicht besonders stark und die Passagiere wurden auch nicht benachrichtigt, dass etwas passiert war.
Erst gegen 01.00 Uhr nachts begann das Schiff in den orkanartigen Wellen auseinanderzubrechen. Aus den Laderäumen war das Bersten der Eisenplatten zu hören, als der Rumpf aufgerissen wurde. Die Rettungsboote wurden überschwemmt und fortgerissen, bevor sie zu Wasser gelassen werden konnten. Die Roumania war von hohen Klippen überragt und der Strandabschnitt war unbewohnt, sodass zunächst keine Hilfe eintraf. Als die Nachricht von dem Unglück die nahe Stadt Peniche erreichte, machten sich einige Seeleute von dort auf dem Weg zum Unglücksort.
Als sie eintrafen, herrschten immer noch starker Regenfall und heftige Winde. Die Retter fanden den bewusstlosen Kapitän und einige Besatzungsmitglieder am Strand liegend vor. Alle waren erschöpft, verletzt und in schlechter Verfassung; zudem hatten ihnen die Wellen die Kleidung vom Leib gerissen. Nachdem die Überlebenden in einem Krankenhaus untergebracht worden waren, berichtete Kapitän Hamilton, dass er während des Versuchs, seiner Frau durch ein Oberlicht zu helfen, über Bord gespült worden war. Danach habe es zwölf Stunden gedauert, bis er das Ufer erreicht hatte. Hamilton, der Offizier Rooke und sieben indische Besatzungsmitglieder waren die einzigen Überlebenden der Katastrophe. 113 Passagiere und Besatzungsmitglieder, darunter alle Frauen und Kinder an Bord, kamen ums Leben.
Eine Kavallerie-Einheit wurde zum Unglücksort geschickt, um Tote zu bergen und das Plündern des mit Wrackstücken, Teilen der Ladung und persönlichen Gegenständen übersäten Strands zu verhindern. Trotzdem wurde viel gestohlen. Zahlreiche Schaulustige auch von weiter entfernten Städten strömten zum Unfallort. Presseberichten zufolge verteilten sich die Trümmer von Óbidos bis São Martinho do Porto. Viele Todesopfer wurden nackt aufgefunden, da Sturm und Wellen ihnen die Bekleidung herunter gerissen hatte. Das Fehlen von Kleidung und Schmuck erschwerte die Identifikation der Toten. Einige wurden in der Stadt Óbidos beigesetzt.
Das Wrack der Roumania brach in zwei Hälften und liegt weniger als 100 Meter vom Ufer entfernt.